# Gams
Gams is een gemeente en plaats in het Zwitserse kanton Sankt Gallen, en maakt deel uit van het district Werdenberg (district).
Gams telt 2991 inwoners.